# Kiseliovsk
Kiseliovsk (en ruso: Киселёвск)  es una ciudad de la cuenca carbonífera de Kuznetsk en óblast de Kémerovo, Rusia.
Está situada en las estribaciones de la cresta de Salaír, en la parte alta del río Abá, al norte de Prokópievsk, 193 km al sur de Kémerovo y a unos 58 km al norte de Novokuznetsk en la carretera Léninsk-Kuznetski-Novokuznetsk. 
Situado en la línea férrea Artyshtá-Abakán.
Kiseliovsk tiene un diseño complejo. En principio se estableció bajo el esquema "Mina-Aldea", con una gran dispersión de poblados. Las viviendas fueron construidas entre 1950 y 1960.

## Demografía
| 1939  | 1956  | 1959  | 1962  | 1967  | 1970  | 1973  | 1976  | 1979  | 1982 | 1986 | 1989  | 1992 | 1996  | 1998  |
| ----- | ----- | ----- | ----- | ----- | ----- | ----- | ----- | ----- | ---- | ---- | ----- | ---- | ----- | ----- |
| 44    | 116   | 130,7 | 142   | 138   | 126,6 | 124   | 124   | 121,9 | 124  | 127  | 128,1 | 126  | 120,6 | 112,1 |
| 2000  | 2001  | 2003  | 2005  | 2006  | 2007  | 2008  | 2010  |       |      |      |       |      |       |       |
| 110,0 | 108,7 | 106,3 | 104,1 | 103,7 | 103,4 | 103,8 | 103,9 |       |      |      |       |      |       |       |

## Ciencia y Cultura
- Filial del Instituto Internacional de Economía y Derecho (en ruso: Международный институт экономики и права МИЭП).[3]

- Museo de Historia de la ciudad de Kiseliovsk.[4]

El museo es un repositorio de materiales y documentos sobre la historia del Kuzbás y de la ciudad desde la antigüedad hasta nuestros días. 
Fue fundado en 1982 e inaugurado oficialmente el 11 de junio de 1989. Es el único museo de la ciudad y juega un papel importante en la vida cultural de la ciudad. Trabaja en estrecha colaboración con escuelas profesionales, colegios, etc.

## Climatología
| Parámetros climáticos promedio de Kiseliovsk | Parámetros climáticos promedio de Kiseliovsk | Parámetros climáticos promedio de Kiseliovsk | Parámetros climáticos promedio de Kiseliovsk | Parámetros climáticos promedio de Kiseliovsk | Parámetros climáticos promedio de Kiseliovsk | Parámetros climáticos promedio de Kiseliovsk | Parámetros climáticos promedio de Kiseliovsk | Parámetros climáticos promedio de Kiseliovsk | Parámetros climáticos promedio de Kiseliovsk | Parámetros climáticos promedio de Kiseliovsk | Parámetros climáticos promedio de Kiseliovsk | Parámetros climáticos promedio de Kiseliovsk | Parámetros climáticos promedio de Kiseliovsk |
| Mes                                          | Ene.                                         | Feb.                                         | Mar.                                         | Abr.                                         | May.                                         | Jun.                                         | Jul.                                         | Ago.                                         | Sep.                                         | Oct.                                         | Nov.                                         | Dic.                                         | Anual                                        |
| -------------------------------------------- | -------------------------------------------- | -------------------------------------------- | -------------------------------------------- | -------------------------------------------- | -------------------------------------------- | -------------------------------------------- | -------------------------------------------- | -------------------------------------------- | -------------------------------------------- | -------------------------------------------- | -------------------------------------------- | -------------------------------------------- | -------------------------------------------- |
| Temp. máx. media (°C)                        | -11.6                                        | -9                                           | -2.2                                         | 5.7                                          | 20.2                                         | 26.2                                         | 29.3                                         | 26.3                                         | 17.2                                         | 6.7                                          | -4.2                                         | -10.3                                        | 7.9                                          |
| Temp. media (°C)                             | -15.9                                        | -14.8                                        | -9                                           | -0.1                                         | 11.8                                         | 17.4                                         | 20.3                                         | 17.6                                         | 10.2                                         | 2                                            | -8.3                                         | -14.2                                        | 1.4                                          |
| Temp. mín. media (°C)                        | -20.6                                        | -20.4                                        | -15.9                                        | -6.3                                         | 4.5                                          | 9.1                                          | 12.6                                         | 10.7                                         | 4.6                                          | -1.8                                         | -12.5                                        | -18.6                                        | -4.6                                         |
| Fuente: Kémerovo-Méteo                       |                                              |                                              |                                              |                                              |                                              |                                              |                                              |                                              |                                              |                                              |                                              |                                              |                                              |